# Spartak Kiew

Logo von Spartak Kiew

Spartak Kiew ist ein Frauen-Handballverein aus der ukrainischen Hauptstadt Kiew. Der Verein spielt in der ukrainischen Superliga und gehörte zu Zeiten der Sowjetunion dem Sportbund Spartak an.

## Geschichte
1959 begann Ihor Turtschyn in Kiew mit einer Gruppe von Anfängerinnen Handball zu trainieren, aus denen sich 1962 die Mannschaft des Spartak Kiew gründete. Ihor Turtschyn leitete und trainierte den Verein bis zu seinem Tod 1993. Anschließend übernahm seine Frau Sinajida Turtschyna, die Spielerin im Verein war, dessen Führung.
Spartak Kiew galt in seiner Blütezeit in den 1970er und 1980er Jahren als bester Frauenhandballverein der Welt, in dieser Zeit konnte insgesamt dreizehn Mal der Europapokal der Landesmeister, die heutige EHF Champions League, gewonnen werden. Zwischen 1969 und 1988 gewann Spartak zwanzigmal in Folge die sowjetische Meisterschaft. Nachdem Spartak Kiew 1989 letztmals im Finale der „europäischen Königsklasse“ gegen Hypo Niederösterreich gestanden hatte, konnte der Verein in der unabhängig gewordenen Ukraine nicht mehr an die alten Erfolge anschließen. Die letzte Teilnahme an der Champions League erfolgte 2001, seither konnte sich der Verein nur noch vereinzelt für internationale Wettbewerbe unterhalb der Champions League qualifizieren.
Der Verein ist bis heute Rekordsieger im Europapokal der Landesmeister bzw. der EHF Champions League vor Hypo Niederösterreich, welches den Titel achtmal gewinnen konnte. Im Vergleich mit den Männern ist auch hier Spartak bis heute Rekordsieger, der FC Barcelona gewann den Europapokal der Landesmeister der Herren bisher elfmal.

## Erfolge
- Europapokal der Landesmeister
  - Sieger (13): 1970, 1971, 1972, 1973, 1975, 1977, 1979, 1981, 1983, 1985, 1986, 1987, 1988
  - Finalist (2):  1974, 1989
- Europapokal der Pokalsieger
  - Finalist (2): 1991, 2003
- EHF-Pokal
  - Finalist (1): 1990